# Paolo Cova
Paolo Cova (Caronno Pertusella, 5 aprile 1962) è un politico e veterinario italiano.

## Biografia
Nato a Caronno Pertusella VA, vive a Milano nel Municipio 4. È sposato e ha tre figlie. Ha conseguito la maturità scientifica presso il Liceo Statale "E.Einstein" di Milano e la laurea in Medicina Veterinaria presso l'Università Statale di Milano. Svolge la libera professione come medico veterinario buiatra.

### Attività politica
Nel 2006 alle elezioni amministrative viene candidato ed eletto in Consiglio di Zona 4 a Milano, dove ricopre la funzione di capogruppo  del Partito Democratico e vicepresidente della Commissione Casa Edilizia Pubblica, Privata e Contratti di Quartiere. 
Nel 2009 si candida alle elezioni Provinciali di Milano nel collegio 12 "Lambrate/Forlanini" con il Partito Democratico e viene eletto.
Dal gennaio 2010 a novembre 2011 ricopre il ruolo di Vicesegretario Metropolitano di Milano del PD. 
Alle elezioni politiche del 2013 viene eletto deputato della XVII legislatura della Repubblica Italiana nella circoscrizione III Lombardia per il Partito Democratico. Rimane in carica fino al termine della legislatura, nel 2018.